# Frans Johan Håkanson
Frans Johan Håkanson, född 1 januari 1827 i Barkeryds församling, Jönköpings län, död 9 november 1904 i Eksjö stadsförsamling, Jönköpings län, var en svensk organist, tonsättare, regementsmusiker och lasarettsyssloman.

## Biografi
Frans Håkanson tillhörde en släkt som i flera generationer varit kantorer och klockare i Barkeryds församling. Sin musikaliska bana började han tolv år gammal som musikelev vid Smålands grenadjärbataljon i Eksjö men redan två år tidigare hade han debuterat som organist i Barkeryds kyrka. Utbildningen resulterade 1862 i examen vid Musikkonservatoriet i Stockholm med mycket goda vitsord. 1863 utnämndes Håkanson till regementstrumslagare vid bataljonen och 1870 till musikdirektör.
Håkansons insatser uppmärksammades 1878 av kung Oscar II, som i samband med ett besök på Ränneslätt, Eksjö, förärade Håkanson medaljen Litteris et artibus; tio år senare blev Håkansson riddare av Vasaorden. Den militära karriären avslutades med pension som regementstrumslagare 1878 och pension som musikdirektör 1891.
Från 1863 var Håkanson bosatt i Jönköping. I oktober 1865 sökte han och fick organisttjänsten i Eksjö kyrka. Kombinationen militärmusiker och organist var ännu in på 1900-talet i viss utsträckning vanlig; tjänsterna var i regel på deltid. På förslag av Håkanson beslöt kyrkorådet att beställa en ny orgel med två manualer och bihangspedal från Sven och Erik Nordström, Flisby, ett instrument som levererades 1867.
Förutom tjänsterna vid kyrka och regemente fungerade Håkanson också som musiklärare vid elementarläroverket och som ledare för Musikföreningen och Amatörkapellet samt Folksångsföreningen, alla i Eksjö. Håkanson var ett antal år också lasarettsyssloman. Dessutom var han under många år aktiv ledamot i flera av Eksjö stads inrättningar och styrelser.
Som tonsättare och arrangör försåg Håkanson regementsmusiken med många marscher, varav det mesta är förlorat. Bevarade orgelkompositioner är till stor del avsedda som utgångsmarscher, dåtidens postludier, men även andra musikformer förekommer. Orgelkompositionerna, som skrevs för gudstjänster i Eksjö kyrka, utgör konkreta exempel dels på vad en välutbildad yrkesmusiker mot slutet av 1800-talet spelade i kyrkan, dels på kompositioner inspirerade av och utförda på en bestämd orgel. Också för den ideella och fristående musikverksamheten i Eksjö komponerade Håkanson en avsevärd mängd musik.
Efter Håkansons död föll hans verk alltmer i glömska. Under 1980-talet kom emellertid en vändning efter att organisten och musikforskaren Gustaf Ruuth i en avhandling om militärmusik i Jönköping visat på Håkansons betydelse. Sedan ett antal av Håkansons orgelmarscher gavs ut 1994 har intresset för hans orgelmusik ökat. En speciell händelse var Nobelfesten i Stockholms stadshus 10 december 2003. Då ingick Håkansons Jul-festmarsch Ess-dur i musikprogrammet.

## Verkförteckning

### (Solo)sång och piano
- Fyra sånger, 1877 (ord af Runeberg)
  - Flyttfoglarne
  - Sjömansflickan
  - Till en Fogel
  - Majsång
- Upp med fanan. Svensk Fanesång (Ord af Frithiof Holmgren)
- Aftonbön (D-dur) för en röst med ackomp. af Orgel eller Piano.
- Liten Sångsamling för lilla Elsa, 1891

### Kör med/utan instrument
- Kantat vid invigningen av ”Smålands idiothem” vid Nannylund, Eksjö, 1883. ”Idiotens bön och hopp”.  Endast texten bevarad.
- Lifvets vilkor. Ord af Stagnelius, Se ekens strid mot stormarne på fjellen, för manskvartett
- Soldatchör ur Hin Ondes Besegrare ”Hör trumman går, krigstrumpeten oss bjuder. Arr: F. J. Håkanson, för manskvartett.
- Gott Natt, serenad för chör, 1879. Försvunnen.

### Mäss- och övrig gudstjänstmusik
- I Landskyrkan, Svenska Mässan, på grund af nya handboken, för en röst och Församlingssång, med acc. af Orgel
- Vid kyrklig begrafning
- Svenska Mässan samt en del Collecter och Böner för Sång och Orgel
- Helig, helig, helig, solosång och orgel

### Militär blåsorkester
- Fest-Marsch utförd af Kgl. Smålands Hussar-Regementes och Grenadier-Bataljons MUSIK-KÅRER vid H. M. KONUNG OSKARS besök å Ränneslätt den 25 juni 1878
- Partitur. Arr: Albion-Polka af Strauss. 20-stämmigt för Jönköpings Regts musikcorps, 1864
- Partitur Arr: Björneborjar-jägarnae Marsch, Coucou et Cricri polka af Herzog, Fantasie-Wals af L. Venzano, ej komplett
- Festmarsch komponerad för och utförd vid ’Föreningensdagen’ i Jönköping 1864. Försvunnen.
- Paradmarsch, 1869. Försvunnen.
- Arr. Koncert och bal. 1866. Försvunnen. Festmarsch (komp och arr), Rossini, Wilhelm Tell, uvertyr och duett, Stabat mater, basaria, von Weber, Zigeunermarsch och Echo-chör ur Preciosa, Wennerberg, David Psalm 84, Donizetti, Aria ur Lucie
- Arr Koncert, utförd av Smålands grenadierbataljons musikkår, 1867. Försvunnen. 
  - Ouvertyr till Demophon af Vogel
  - Bas-Aria ur op. Stabat Mater af Rossini
  - Zigeunermarsch, melodr., chör och balett ur Preciosa af Weber
  - Vårfantasi af Bach
  - Finale ur operan Figaros bröllop af Mozart
  - Ouvertyr till operan Friskytten af Weber
  - Cavatina ur Stabat Mater af Rossini
  - Chör ur op. Wilh. Tell af Rossini
  - Skrattpolka av Zichoff
  - Törnrosen, mazurka af Strauss
  - Duetto ur op. Wilh. Tell af Rossini
  - Cavatina ur op. Lucie af Donizetti
  - Irrblossgalopp af Kaulisch
  - Suomis sång af Pacius
  - Hymn, utförd vid expositions-invigningen i Stockholm af Berwald, Marsch
- Kompositioner för Grenna skarpskyttemusik, 1886: Paradmarsch, Souvenir-Polka, ej komplett.
- Kompositioner för Jönköpings frivilliga skarpskytteförenings musikcorps. Troligen för sextett. Ofullständigt material, delvis utskrivet av Håkanson: Adagio, Andante, Andante, Andantino, Andantino ‘Solo för Cornetti’, Defilermarsch, Introduction, Andante, Polka, Mazurka, Jönköpings Skarpskyttemarsch, Marsch, Marsch, Marsch, Paradmarsch, Sorgmarsch, Wals.

### Blåsensemble
- Arr. av satser ur operor, omfattande samling.
- Egna kompositioner resp arr: Kavalleri-Defileringsmarsch, Kavalleri-fotmarsch, Infanteri-marsch, Blåsippan, polka mazurka,  För?a?dring, Paradmarsch, Arr Potpourri af Bellmansånger, Infanteri-Signal-Galopp, tonmålning, Hussarpolka, Marsch, Förg(?)addring, (?)Ritsch-Ratsch-polka
- Festmarsch för blåsinstrumenter. 1880. Försvunnen.
- Français. 1872. Försvunnen.

### Div. instrumentalensembler
- Partitur Wid Genomfarten I Förbifarten av A (B J G Arvidson), arr. för Piano och Violinquartett, 1865

### Orgel
- Högtids-marsch Ess-dur, 1883
- Festmarsch C-dur, 1889
- Bröllopsmarsch D-dur, även manualiter
- Jul-festmarsch Ess-dur, 1893
- Ovanstående arr för 2 trp och orgel av Mats Ericson. Uppfört vid Nobelfirandet i Stockholms Stadshus den 10/12 2003
- Festmarsch Ess-dur
- Utgångs-spel No 1 Ess-dur
- Utgångs-spel No 2 Dess-dur
- Utgångs-spel No 6 D-dur
- Utgångs-spel C-dur N:o 10
- Utgångs-spel D-dur, N:o 11
- Utgångs-spel Ess-dur
- Fem enkla Tondikter
- Sorgmarsch a-moll, ej komplett
- Sorgmarsch g-moll, 1862
- Festmarsch D-dur
- Fantasie för Orgel
- Julmarsch Upp med fanan, D-dur, 1892
- Festmarsch för orgel (med motiv ur Svenska folksången). Försvunnen.
- Sorgmarsch, utförd vid handlanden Liedgrens jordfästning. 1863. Försvunnen.

### Piano inkl arr
- Idyll (Legend) a-moll
- Carolina-Polka, 1868
- Salongs-Mazurka för piano, 1877
- Marsch B-dur, tillegnad Eksjö elem.läroverks ungdom. (Pianosättning med text)
- Festmarsch Ess-dur (eller orgel?)
- Festmarsch Ass-dur (orgel?)
- Bröllops Marsch Ess-dur
- Lefve Överstelöjtnanten! Kongl. Smål. Grenadier-kårs Defileringsmarsch 1889, pianoversion
- Amatör-Polka C-dur
- Masurka D-dur
- Polonäs D-dur
- Festmarsch D-dur för Smål. Grenadierer, 1876
- Infanteri Marsch D-dur för Smål. Grenedierer
- Kavalleri Difilèr Marsch Ass-dur, 1876
- Marsch för Smålands Hussar Regte af Hn, ej komplett
- Unter Uns, Vals C-dur
- Lefve Öfversten! Marsch D-dur för Kongl. Smål. Husar-Regemente, 1889, piano fyrhändigt.
- Lefve Öfversten! Marsch D-dur för Kongl. Smål. Husar-Regemente, 1889
- Kongl. Smålands Husar-Regementes Festmarsch Ess-dur, 1887
- Marsch D-dur vid Smålands Husarreg.
- Militärmarsch, D-dur, upptecknad efter en dröm
- Fest-marsch utförd uppå H.M. Konungens födelsedag 1879. Arrangement för piano.
- Arr: Sandberg Favorit-Polacca
- Arr. Marsch D-dur ur op. Sömngångerskan

### Piano och orgel
- Legend a-moll

### Utgåvor
- "Festmarsch jämte fyra andra marscher samt två utgångsspel för orgel/piano) av F. J. Håkanson, Eksjö”. Utg. 1993 av Ydre och Södra Vedbo Kontraktsråd och Eksjöbygdens Orgelgrupp. Innehåller:

Högtids-marsch Ess-dur, 1883, Festmarsch C-dur, 1889, Bröllopsmarsch D-dur, Jul-festmarsch Ess-dur, 1893, Festmarsch Ess-dur, Utgångs-spel C-dur N:o 10, Utgångs-spel D-dur, N:o 11.
Kan beställas genom Svenska kyrkan Eksjö, Box 248, 575 23 Eksjö eller genom www.eksjo.forsamling@svenskakyrkan.se
fr o m 2019: Wessmans Musikförlag, Visby, artikelnummer 201905

### Diskografi, radio/TV
- Mats Ericsson, CD med bröllopsmusik, Västerås domkyrka, Bröllopsmarsch D-dur
- Hartmut Haupt, CD Orgeln in Thüringen, Orlamünde: Festmarsch C-dur 1889, Festmarsch Ess-dur (Parzifal Verlag 800 120-2)
- Per Thunarf, CD, S:ta Clara kyrka, Stockholm, Julfestmarsch (PEROAS records PACD-002)
- Bruno Wallenström, CD, Ethelhems kyrka: Festmarsch Ess-dur (PEROAS records PACD-003)
- Mats Ericsson och 2 trumpetsolister, TV-sändningen av Nobel-festligheterna 10/12 2003, Jul-festmarsch 1893 i arr av Mats Ericsson.